# Albatroz-de-cabeça-cinza
O albatroz-de-cabeça-cinza (Thalassarche chrysostoma) é uma ave procelariforme da família Diomedeidae. A espécie nidifica preferencialmente na ilhas Geórgia do Sul e adjacentes.

## Características
Os adultos apresentam uma cabeça cinza-ardósia característica da espécie e bico com faixas amarelas. A sua envergadura mede entre 2,1 e 2,4 m, sendo os machos maiores que as fêmeas. 
A época de reprodução inicia-se a meio de setembro, sendo as posturas efetuadas em outubro. Os juvenis eclodem em dezembro e janeiro. A maturidade sexual é atingida entre os 10 e os 14 anos. 
A alimentação da espécie faz-se à base de cefalópodes, principalmente lulas da espécie Martialia hyadesi, peixes e krill. Estas aves pescam em mergulhos que podem atingir 5 m de profundidade. Há indícios de que essas aves também se alimentem à noite.